# Lex loci
En résolution du conflit de lois en droit international privé, la lex loci désigne la loi applicable fondée sur le lieu de la cause, par opposition à une loi choisie par les parties ou imposée selon un autre critère de rattachement. 

## La lex loci endroit contractuel
La Convention de Rome du 19 juin 1980 et le Règlement Rome I du 17 juin 2008 admettent que la lex loci, ou loi du lieu de conclusion du contrat, est compétente pour les questions relatives à l'admissibilité de la preuve de l'acte, ou à ses conditions de validité formelle,
Cette règle admet toutefois des dérogations en cas de choix différent effectué par les parties.

## La lex loci endroit délictuel
Même si les parties peuvent convenir postérieurement qu'il en sera autrement et que la règle admet des exceptions, la lex loci, en tant que loi du lieu ou survient le dommage, est considérée par le Règlement Rome II du 11 juillet 2007 comme compétente pour connaître de la réparation à octroyer à la victime. La lex loci peut alors être comprise comme la loi du lieu du fait générateur du dommage (ou lex loci delicti commissi, la loi du lieu où est commis le fait délictueux) ou la loi du lieu où en sont subies les conséquences par les victimes (ou lex loci damni, la loi du lieu où survient le dommage).
Un débat existe en doctrine pour ce qui est d'appliquer la lex loci aux demandes du concubin délaissé.
Pour le protection des droits de propriété intellectuelle, la jurisprudence se repose sur la confrontation de la loi du pays d'origine de l'enregistrement et de la lex loci, comme loi du lieu où la protection est demandée par le titulaire.

## La lex loci endroit de la famille
Traditionnellement, la lex loci, loi du lieu de célébration ou de production du document, régit les questions de validité formelle du mariage, ou de la filiation . 